# ジャーディン・ストラテジック・ホールディングス
ジャーディン・ストラテジック・ホールディングス（Jardine Strategic Holdings Limited）はジャーディングループの大量に保有する株式を管理する会社。ジャーディン・マセソン・ホールディングスのグループ企業で、シンガポール証券取引所のストレーツ・タイムス指数の採用銘柄。
香港を中心にコンビニエンスストアを展開するデイリーファーム、不動産投資・開発の香港ランド、ホテルを展開するマンダリン・オリエンタル、自動車関連のジャーディン・サイクル・アンド・キャリッジなどの株式を大量に保有している。また、親会社であるジャーディン・マセソンの株式も大量に保有しており、この構造がケズウィック・ファミリーのグループの支配を可能にしている。
2005年にロスチャイルズ・コンティニュエーション・ホールディングスの株式の20%を取得した。